# Békéscsaba
Békéscsaba (Roemeens: Bichişciaba, Slowaaks: Békešská Čaba, Duits: Tschabe) is een stad in Zuidoost-Hongarije, in het comitaat Békés. 
Békéscsaba is het centrum van de in Hongarije levende Slowaken. De stad werd vanaf 1718 bevolkt met Slowaakse immigranten en tot de Tsjechoslowaaks-Hongaarse bevolkingsruil na de Tweede Wereldoorlog was de bevolking in meerderheid Slowaaks. In 2001 bedroeg het aantal Slowaken nog slechts 6%, in 2011 gedaald naar 4%. De stad heeft ook een Roemeense minderheid, maar hun aandeel is nog veel kleiner.
Békéscsaba is bekend om de kolbász afkomstig uit de stad en het festival dat ter ere van deze Hongaarse worst wordt georganiseerd. De csabai kolbász heeft sinds 2010 de Europese status van beschermd streekproduct. Ook vindt in Békéscsaba het best bezochte bierfestival van Hongarije plaats.
De schilder Mihály Munkácsy (1844-1900) was in zijn jonge jaren timmermansleerling in Békéscsaba. Er is een museum in de stad dat zijn naam draagt, met werk van Munkácsy, een heemkundige verzameling en een natuurhistorische verzameling. Ook het Slowaakse Streekhuis met zijn collectie Slowaakse volkskunst behoort tot het museum. Het huis is een van de karakteristieke boerenhuizen in de stad, die voorzien zijn van een podsztyena, een gedecoreerde galerij.
De grote lutherse kerk van Békéscsaba dateert uit 1824 en heeft 2900 zitplaatsen. Het is daarmee de grootste protestantse kerk van Hongarije. De toren is 70 meter hoog. 
Békéscsaba huisvest de faculteit Economie, Landbouw- en Gezondheidswetenschappen van de Sint-Stefanusuniversiteit. 

## Verkeer
Békéscsaba ligt op 20 km van de Roemeense grens op het kruispunt van de hoofdwegen 44 en 47. In 2020 is de stad verbonden met de nieuwe snelweg M44 (Hongarije) Hiermee is de reistijd naar Kecskemét en Boedapest aanzienlijk verkort.
De stad heeft directe treinverbindingen met Wenen en Boedapest en met Boekarest in Roemenië.

## Afbeeldingen

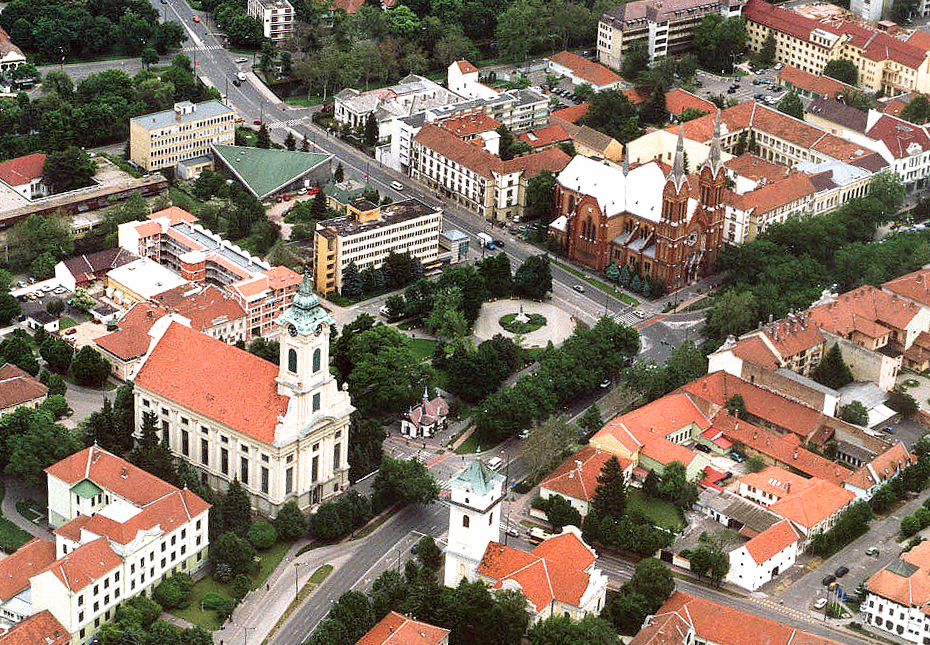
Luchtfotoa Kossuth-plein
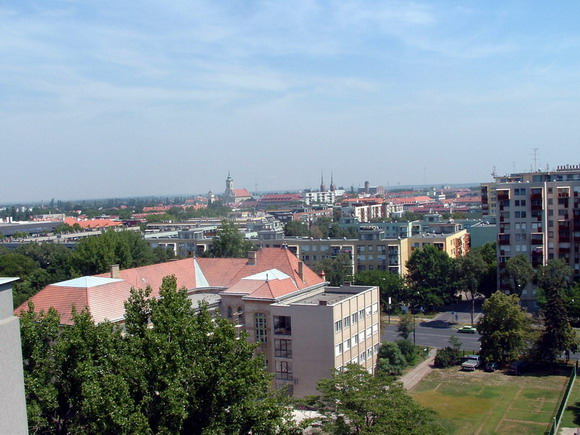
Blik op de stad
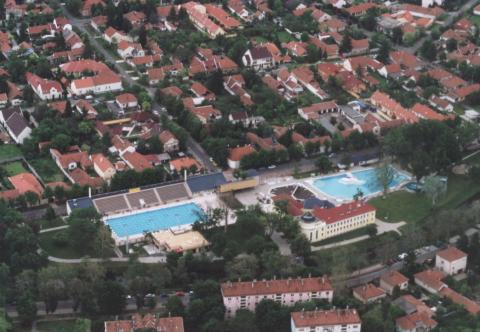
Luchtfoto Strandbad
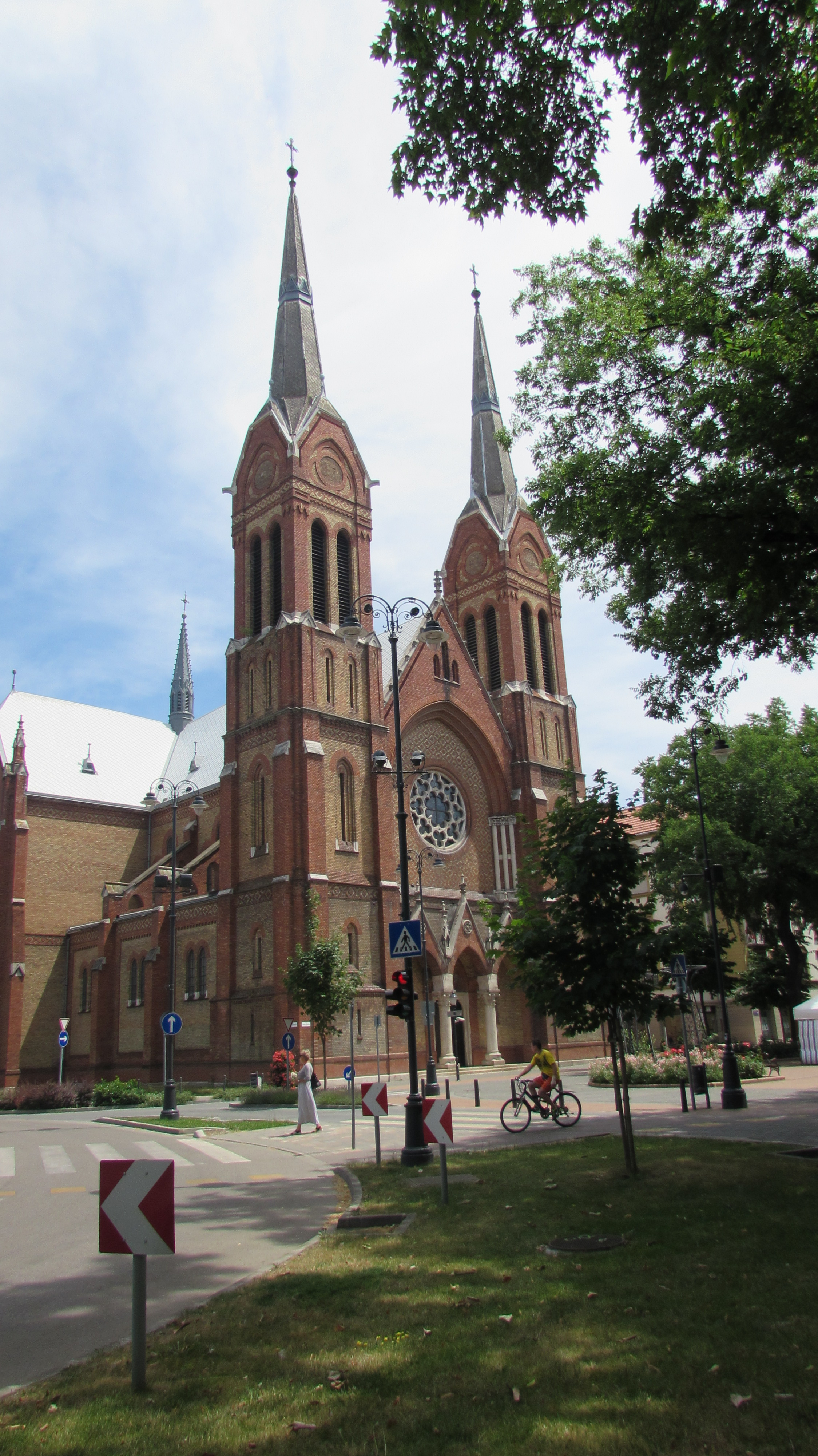
Beeld 2017
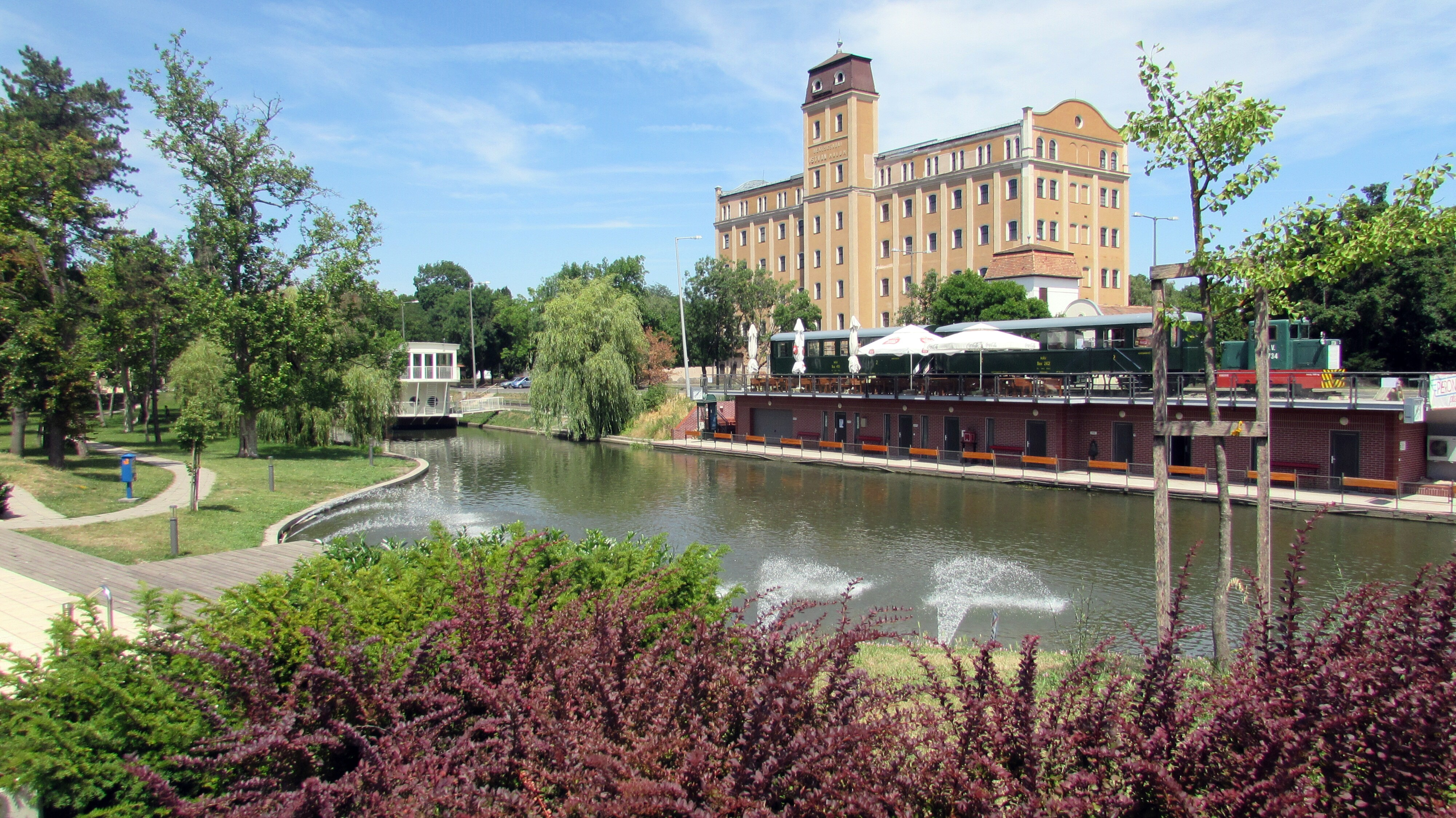
Beeld 2017

## Stadsdelen
- Belváros
- Gerla
- Fényes
- Mezőmegyer (circa 2400 inwoners)
- József Attila lakótelep
- Jamina

## Partnersteden
- Beiuş, District Bihor, Partium, Roemenië, sinds 1999
- Mikkeli, Finland sinds, 1981
- Salonta, District, Partium, Roemenië sinds, 2002
- Székelyudvarhely, District Harghita, Transsylvanië, Roemenië, sinds 1991
- Oezjhorod, Oblast Transkarpatië, Oekraïne, sinds 1998
- Tarnowskie Góry, Polen, sinds 1994
- Trenčín, Slowakije, sinds 1992
- Wittenberg, Saksen-Anhalt, Duitsland, sinds 1995
- Zrenjanin, Vojvodina, Servië, sinds 1966

## Geboren
- Károly Palotai (1935), voetballer en voetbalscheidsrechter
- Éva Csulik (1954), handbalster
- Zoltan Balogh (1978), voetballer